# Chae Kook-hee
Chae Kook-hee (kor. 채국희), znana również jako Chae Gook-hee (kor. 채국희; ur. 18 września 1970 w Seulu) – południowokoreańska aktorka.

## Życiorys
Chae Kook-hee urodziła się 18 września 1970 r. w Seulu.

## Kariera
W 2024 roku ogłoszono, że wystąpi w drugim sezonie serialu Squid Game. Drugi sezon miał premierę 26 grudnia 2024, a Chae Kook-hee wcieliła się w rolę Seon-nyeo (044).

## Życie prywatne
Chae Kook-hee była w związku z południowokoreańskim aktorem Oh Dal-su. Wspólnie wystąpili w 2012 roku w filmie The Thieves. W 2016 roku ogłosili, że mają romans i że spotykają się od trzech lat. W 2018 roku rozstali się. Chae Kook-hee i Oh Dal-su spotkali się ponownie w 2024 roku, występując w drugim sezonie serialu Squid Game, w którym Oh Dal-su wcielił się w rolę kapitana Parka.

## Filmografia

### Filmy
- 2012: The Thieves jako żona
- 2017: Memoir of a Murderer jako Mi-ok Jang

### Seriale
- 2014: Hanyeodeul jako Hae Sang
- 2016: Fantastic jako Lee Mi Do
- 2020: Bubu-ui segye jako Seol Myeong-suk
- 2024: Squid Game jako Seon-nyeo (044)